# Asociación de Fútbol Oruro

La Asociación de Fútbol Oruro (Associazione calcistica Oruro, abbreviato in AFO) è una federazione boliviana di calcio. Affiliata alla Federación Boliviana de Fútbol, sovrintende all'organizzazione del campionato dipartimentale di Oruro.

## Storia
Fu fondata il 21 luglio 1921, divenendo così la 4ª federazione dipartimentale boliviana. Insieme alle federazioni di La Paz e Cochabamba, prese parte alle tre edizioni del Torneo Integrado: il San José partecipò, vincendo, all'edizione 1955, unica squadra esterna a La Paz a ottenere il titolo nel Torneo Integrado; dal dipartimento di Oruro giocò anche l'Oruro Royal. La massima serie di Oruro porta la denominazione Primera "A".

## Albo d'oro Primera "A"
Dal 1996
| Anno      | Campione              |
| --------- | --------------------- |
| 1996      | Oruro Royal           |
| 1997-1999 | ?                     |
| 2000      | San José              |
| 2001      | San José              |
| 2002      | Ingenieros            |
| 2003-2004 | ?                     |
| 2005      | Atlético La Joya      |
| 2006      | Deportivo Cristal     |
| 2007      | Deportivo Cristal     |
| 2008      | Deportivo Cristal     |
| 2009      | Deportivo Cristal     |
| 2010      | 31 de Octubre Huanuni |